# Nhóm nhạc nam nữ
Nhóm nhạc nam nữ hay nhóm nhạc hỗn hợp nam nữ, mở rộng ra là tốp ca nam nữ (đối với trường hợp nhóm từ 5 người trở lên) là một nhóm hát bao gồm cả các thành viên nam và nữ, thường là đang trong độ tuổi thanh thiếu niên hoặc ngoài đôi mươi.
Xuyên suốt lịch sử, mô hình nhóm nhạc nam-nữ không được phổ biến trong giới nhạc pop giống như các nhóm nhạc nam và nhóm nhạc nữ. Các nhà phê bình âm nhạc chỉ ra rằng mô hình nhóm nhạc kiểu này khó có thể tiếp cận được tới đối tượng khách hàng mục tiêu điển hình của các nghệ sĩ teen pop, đó là các cô bé tuổi tween và tuổi teen. Theo ý kiến của nhà viết nhạc Jake Austen thì hai mô hình nhóm nhạc nam và nhóm nhạc nữ thu hút các cô gái trẻ theo những cách khác nhau, trong khi các nhóm nhạc nữ được tiếp thị như là những hình mẫu lý tưởng thì các nhóm nhạc nam lại được tiếp thị như là đối tượng của sự ham muốn, và việc kết hợp hai mô hình này lại là "rối rắm không cần thiết". Dann Halem của tờ Slate (Mỹ) cũng lặp lại quan điểm này, và viết thêm rằng "thật khó để ngâm nga một cách thuyết phục về chủ đề chính của thế giới nhạc pop—niềm khao khát và đau khổ của thanh thiếu niên—nếu như bạn đang cố cân bằng với đối tượng mình yêu mến."